# Nicolas Batum
Pour les articles homonymes, voir Batum et Batman (homonymie).
Nicolas Batum, né le 14 décembre 1988 à Lisieux (Calvados), est un joueur international français de basket-ball évoluant aux postes d'ailier et ailier fort.
Avec l'équipe de France, après des médailles obtenues avec les sélections de jeunes — champion d'Europe des 16 ans et moins en 2004 et des 18 ans et moins en 2006 —, il est également récompensé avec la sélection nationale en obtenant la médaille d'argent lors du championnat d'Europe 2011 en Lituanie, la médaille d'or au championnat d'Europe 2013 en Slovénie, la médaille de bronze à la coupe du monde 2014 de laquelle il est élu dans le meilleur cinq, la médaille de bronze à la coupe du monde 2019 et en 2021. Batum obtient aussi la médaille d'argent aux Jeux olympiques de 2020 et de 2024.

## Biographie

### Famille et enfance
Nicolas Batum est le fils de Richard Batum, joueur professionnel de basket-ball d'origine camerounaise,. Alors qu'il a deux ans, son père meurt d'une rupture d’anévrisme sur un terrain de basket-ball. Pendant son adolescence, il a étudié au collège Jacques-Monod de Caen.

### Vie personnelle et engagements
Il est marié à Aurélie. Ils sont parents d'Ayden, né le 29 avril 2016, et de Nayeli, née le 22 janvier 2021.
Le 8 janvier 2015, lors de l'échauffement du match contre le Heat de Miami, il endosse un tee-shirt noir où il est écrit « Je suis Charlie » en hommage aux victimes de la fusillade au siège de Charlie Hebdo.

## Carrière sportive

### Débuts

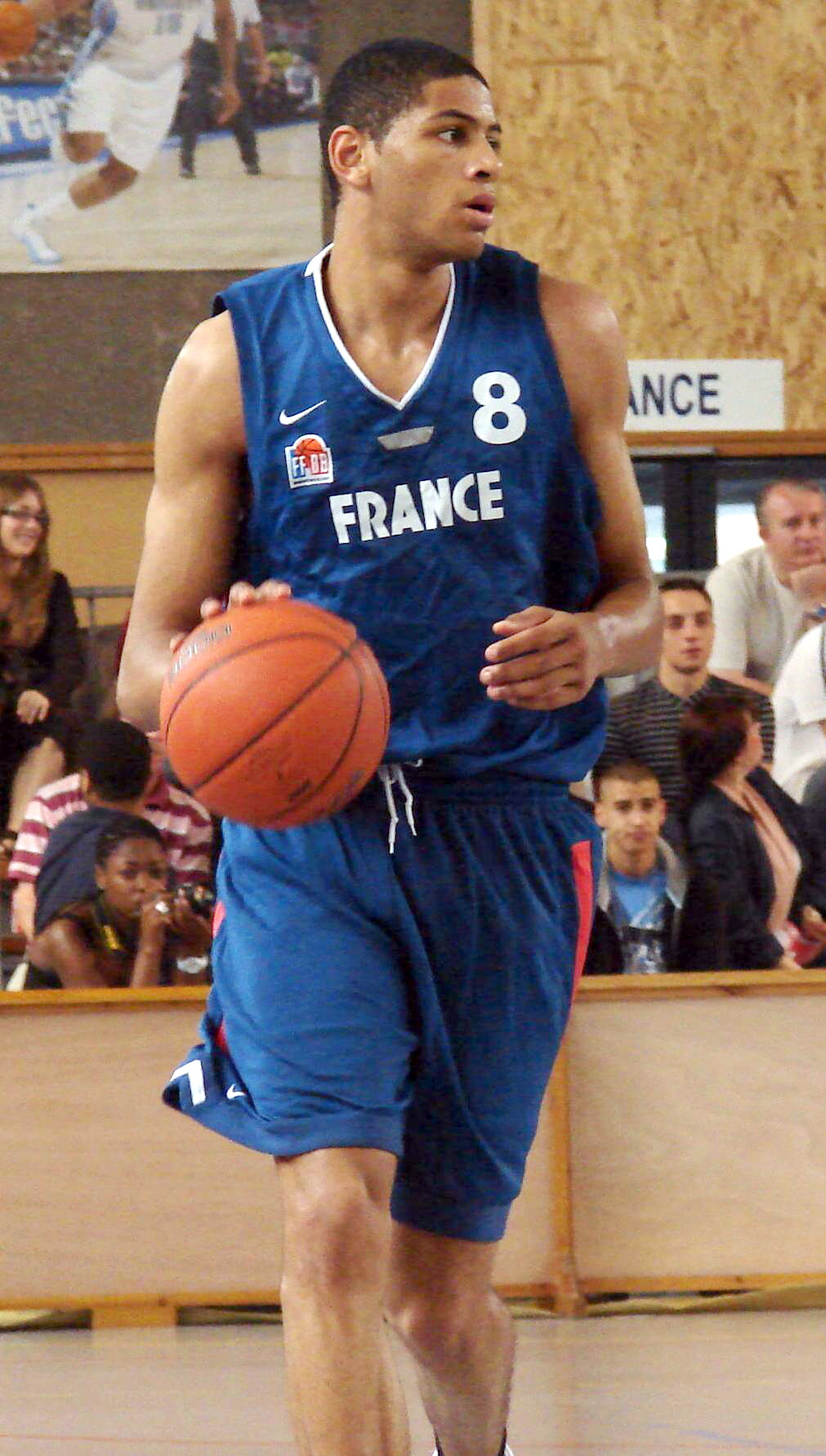
Nicolas Batum, en juin 2007, lors du Tournoi de Douai, avec l'équipe de France junior.

Nicolas Batum commence sa carrière dans le club de Pont-l'Évêque, l'USPLB, en benjamins. Il y cite son record de 89 points (victoire 150-11) comme son meilleur souvenir. Puis il intègre le pôle espoir de Basse-Normandie. Il rejoint le club du Caen Basket Calvados puis le centre de formation du Mans, sous la houlette de Philippe Desnos.
Batum est champion d'Europe cadets en 2004, champion d'Europe juniors en 2006 avec l'équipe de France et champion de France la même année avec Le Mans. Il est nommé meilleur joueur du Tournoi de Mannheim 2006 et du championnat d'Europe juniors. Il participe au Nike Hoop Summit 2007 de Memphis et termine meilleur marqueur du match (23 points, 9/13 au tir, 3/5 à 3 points, 4 rebonds, 4 interceptions,,), ce qui attire l'attention des recruteurs NBA. En juillet 2007, il remporte la médaille de bronze avec l'équipe de France junior (19 ans et moins) lors du mondial organisé en Serbie.

### Sélection en NBA
Au printemps 2008, il s'inscrit à la draft 2008 de la NBA qui a lieu en juin. Lors d'une visite médicale aux Raptors de Toronto, le cardiologue de la franchise détecte un problème cardiaque. Il se soumet alors à une contre-expertise à Cleveland pendant deux jours qui le déclare apte à jouer en NBA,. Il est sélectionné en 25e position par les Rockets de Houston avant que ses droits ne soient envoyés aux Trail Blazers de Portland, dans un accord entre trois équipes. Les Rockets de Houston, ayant pressenti l'accord entre Nicolas Batum et les Spurs de San Antonio, ont choisi de sélectionner Batum pour le transférer ensuite, afin d'éviter de renforcer leurs rivaux texans.
En juillet 2008, il participe à la NBA Summer League avec les Trail Blazers. Il marque en moyenne 6,8 points, prend 4,6 rebonds et perd 3,4 ballons en 5 rencontres. Le 22 juillet, il signe un contrat avec les Blazers. Le general manager des Blazers laisse entendre que Batum ne jouera peut-être pas en NBA la saison 2008-2009 mais plus en D-League. Il participe cependant à son premier match officiel en NBA lors de la première journée de la saison régulière le 28 octobre 2008 contre les Lakers de Los Angeles en marquant deux points.
Mais après seulement trois matches comme remplaçant, Batum intègre ensuite le cinq de départ à la place occupée par Travis Outlaw. Le 13 mars 2009, Batum établit son record de points (20), marquant notamment un panier décisif à 3 points à 29,9 secondes de la fin de la rencontre offrant une victoire 109–100 à son équipe sur les Nets du New Jersey.
À l'été 2009, il est retenu en équipe de France seniors par Vincent Collet, qui l'avait déjà entraîné au Mans. Le 5 août 2009, il est décisif pour remporter la prolongation du premier match des repêchages du championnat d'Europe, match joué à Cagliari face aux Italiens (77-80 a.p.).
Il est opéré à l'épaule avant le début de la saison NBA 2009-2010 et est absent de la compétition plusieurs mois. Le 25 janvier 2010, il fait son retour sur les parquets dans une équipe décimée par les blessures. Il réintègre le cinq majeur et le 28 février, il réalise, contre les Timberwolves du Minnesota, la meilleure rencontre de sa carrière NBA. Son équipe remporte la rencontre 110-91 et Nicolas Batum marque 31 points, offre 7 passes, prend 7 rebonds, 3 interceptions sans jamais perdre la balle en 29 minutes de jeu.

### Lock-out: retour en France
Pendant le lock-out de la NBA déclenché au 1er juillet 2011 par les propriétaires, il décide d'évoluer en Europe, désirant toutefois évoluer en Euroligue et plus particulièrement en France. Il rejoint ainsi le club de Nancy pour la rentrée, remplaçant au poste d'ailier Tremmell Darden qui vient de signer avec le club espagnol de Unicaja Málaga.
Pour son premier match avec le SLUC, il remporte le Match des champions contre l'Élan sportif chalonnais et est élu meilleur joueur du match. Il prend une part prépondérante dans le bon début de son club en Euroligue : il est désigné à deux reprises meilleur joueur de la journée, lors de la deuxième avec des statistiques de 26 points, 7 rebonds, 8 passes décisives, 2 interceptions et 11 fautes provoquées puis lors de la quatrième journée avec 21 points, avec un 6 sur 9 au tir, 9 rebonds, 4 passes et 7 fautes provoquées. Il dispute un total de six rencontres dans cette compétition, avec un bilan équilibré de trois victoires et trois défaites, et des statistiques de 15,8 points, 6,7 rebonds, 5,2 passes, 1,7 interception en 37 minutes 37. Il joue également huit rencontres de Pro A, période au cours de laquelle Nancy remporte sept victoires - dont une face à l'ASVEL Lyon-Villeurbanne de ses coéquipiers en équipe de France, Tony Parker et Ronny Turiaf - pour une seule défaite face à son club formateur du Mans. Ses statistiques sont de 17,1 points, 6 rebonds, 4,3 passes et 2,1 interceptions. Après une dernière victoire face à Cholet, il retourne en NBA après l'annonce d'un accord entre les propriétaires et les joueurs de NBA mettant fin au lock-out.

### Retour à Portland

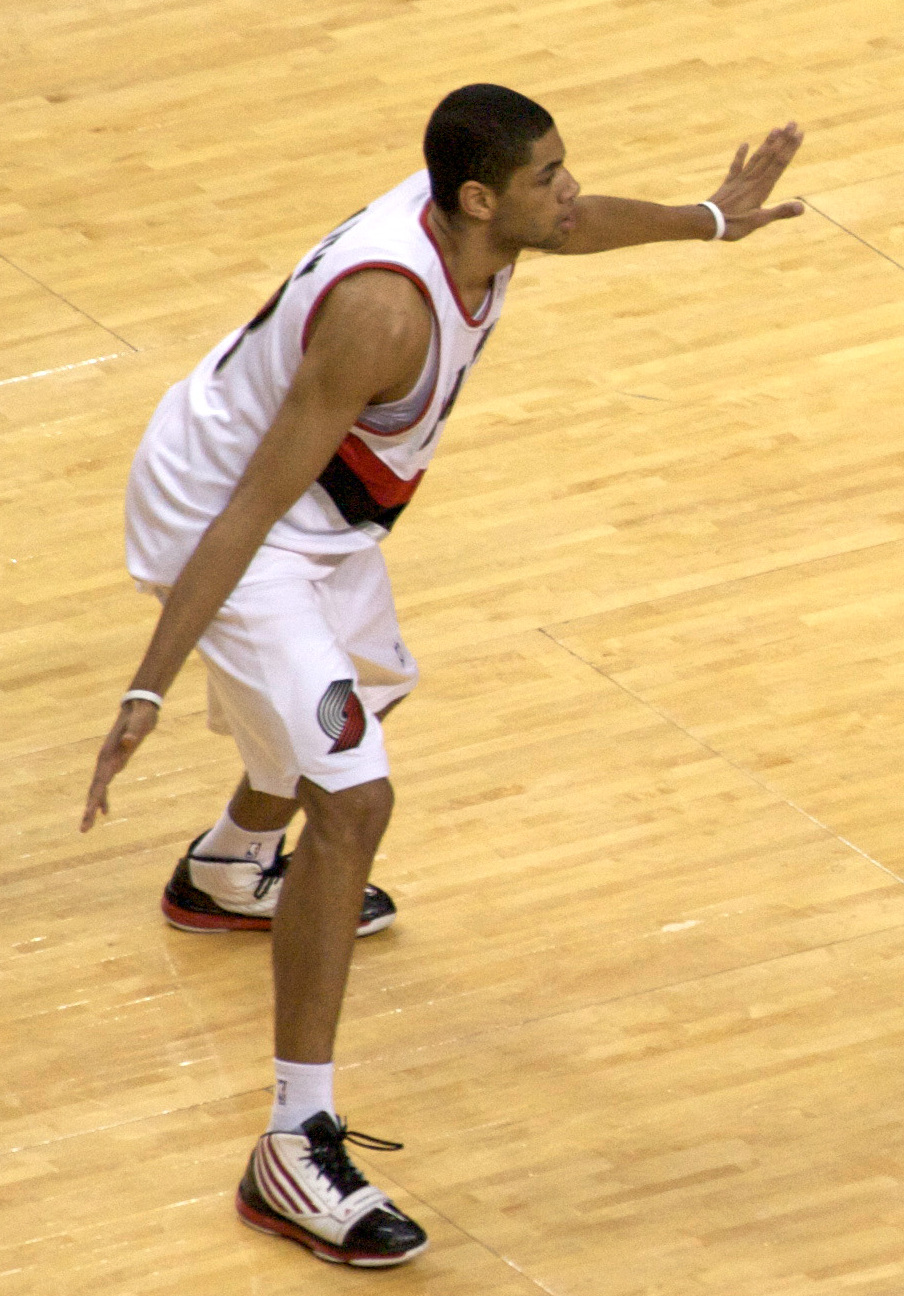
Nicolas Batum sous le maillot de Portland.

Avec neuf paniers à trois points, record de la franchise, il établit le 4 février 2012 son record de points NBA avec 33 face aux Nuggets de Denver. Il réédite cette performance le 14 février face aux Wizards de Washington. Dans une saison réduite à soixante-six rencontres en raison du lock-out, et où la franchise ne parvient pas à se qualifier pour les play-offs avec un bilan de vingt-huit victoires pour trente-huit défaites, il présente des statistiques de 13 points, 4,6 rebonds, 1,4 passe, 1,0 interception et 1,0 contre.

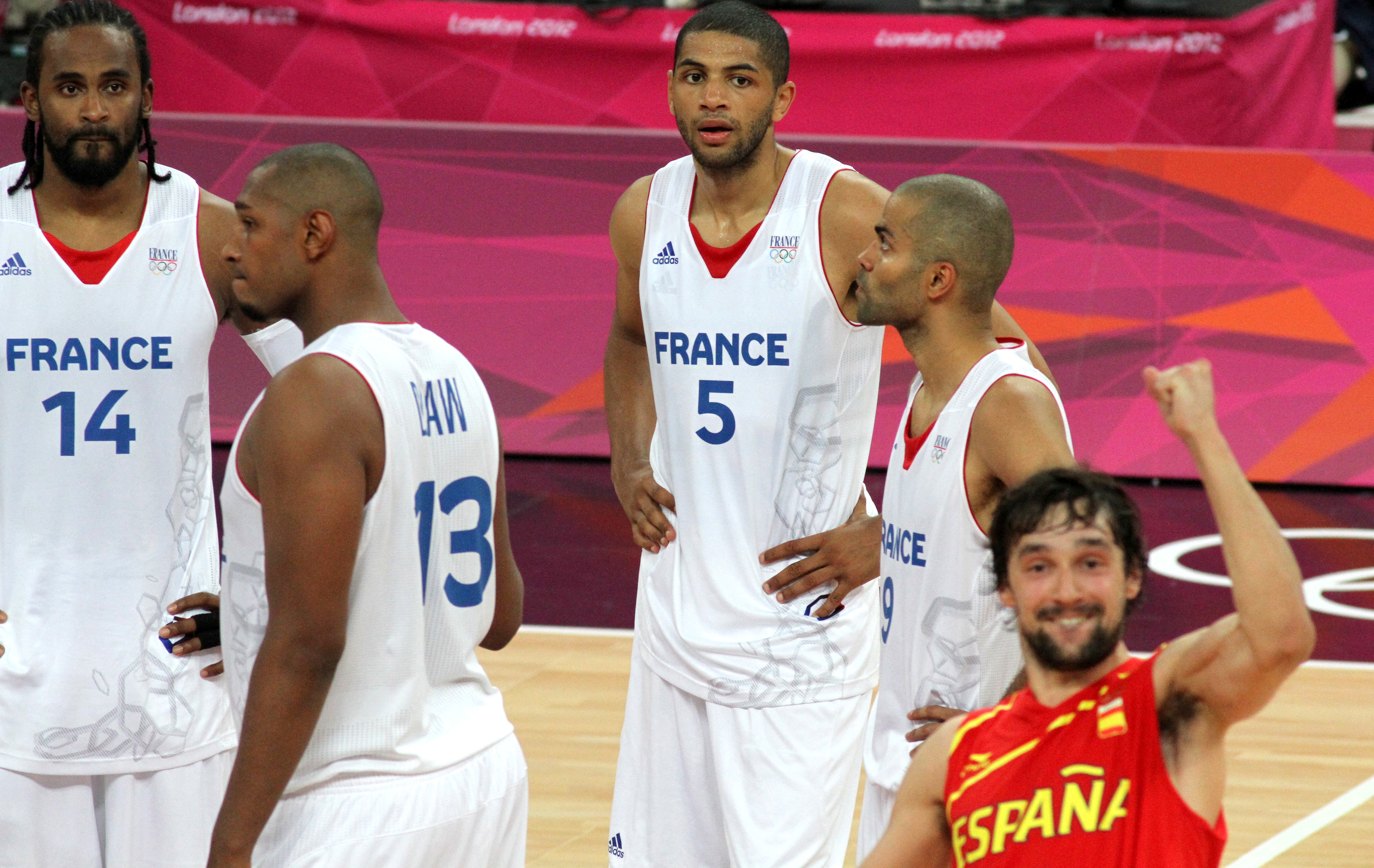
l'équipe de France, frustrée, lors des Jeux de Londres

En juillet 2012, Batum devient agent libre restreint (Restricted free agent). Il donne son accord pour un contrat de quatre ans avec les Timberwolves du Minnesota, mais Portland s'aligne sur la proposition des Timberwolves et Batum signe un nouveau contrat avec les Blazers. Celui-ci est de 46 millions de dollars sur quatre ans. Après une préparation gênée par des questions d'assurance liées à cette renégociation, il dispute les Jeux olympiques de Londres. Lors de ceux-ci, après un premier match où il est limité à 7 points face aux États-Unis, il inscrit au moins dix points lors des quatre rencontres suivantes. En quart de finale, la France s'incline face à l'Espagne sur le score de 66 à 59. Il réalise 9 points, 5 rebonds et 1 passe lors de cette rencontre. Frustré par le résultat, il commet en fin de rencontre un acte d'antijeu, tout comme son coéquipier Ronny Turiaf.
Il réalise un bon début de saison 2012-2013. Il égale à nouveau son record de points le 10 novembre 2012 face aux Spurs de San Antonio. Le 16 novembre, son nom est proposé parmi les joueurs éligibles pour le All-Star Game 2013. Le même jour, avec 35 points, il réalise son record en carrière dans une victoire en prolongation face aux Rockets de Houston. Le 16 décembre, avec 11 points, 10 passes, 5 rebonds, 5 contres et 5 interceptions, il devient le huitième joueur à réaliser un five-by-five, qui consiste à obtenir au moins cinq unités dans cinq catégories statistiques différentes,,. Le 21 janvier 2013, avec 12 points, 10 rebonds et 11 passes décisives, il réalise son premier triple-double lors d'une défaite à domicile 95 à 98 face aux Wizards de Washington. Et il réalise son second quelques jours plus tard, le 26 janvier dans une victoire face aux Clippers de Los Angeles, avec 20 points, 10 rebonds et 12 passes décisives.
Il fait une deuxième partie de saison moins bonne après ce mois de janvier excellent, à l'image de la fin de saison des Blazers. Après un bilan équilibré, avec vingt-cinq victoires pour vingt-cinq défaites, à la mi-saison, Portland ne remporte ensuite que huit victoires. L'apport de Batum est réduit en raison d'une blessure au poignet ce qui fait passer ses statistiques de 16,6 points, 6,6 rebonds et 5,9 passes décisives en janvier, à 10,7 points, 5,1 rebonds et 4,9 passes décisives depuis le début du mois du février. Il est de nouveau gêné par une blessure en fin de saison, à l'épaule, ce qui l'empêche de jouer, d'autant que les Blazers, déjà éliminés de la course aux play-offs, enchainent les défaites.
Avant le championnat d'Europe 2013, il annonce son ambition de devenir le meilleur ailier de la compétition. Après une blessure au pied droit, il est volontairement protégé par l'encadrement de l'équipe de France et ne dispute pas le match contre la Belgique. Son début de compétition n'est pas à la hauteur de son ambition, notamment pour le tir à trois points où il présente une statistique de quatre tirs réussis sur vingt-quatre tentés après le match du deuxième tour face à la Lituanie où il n'en réussit aucun sur quatre tentatives. Lors du match suivant, face à la Lettonie, il réussit un double-double avec 19 points et 10 rebonds, auxquels il ajoute 6 passes, 1 interception et 2 contres. Il réussit un sept sur dix aux tirs, dont deux sur trois à trois points. Même s'il connaît toujours des difficultés sur le tir derrière la ligne à trois points, à chaque fois un sur quatre lors des trois matchs suivant, il s'avère important pour l'équipe, notamment en défense. En quart de finale, face à la Slovénie, il défend sur le meneur adverse Goran Dragić, avec pour but de limiter les contre-attaques slovènes. Il parvient également à limiter son apport offensif à 12 points. Après une demi-finale ratée sur le plan offensif (handicapé aussi par 2 fautes dès le 1er quart temps, cela le contraint à être peu utilisé en première période) face à l'Espagne, 3 points, avec un sur trois à trois points, et aucune tentative à deux points, il confirme l'attente de Tony Parker qui pense que Batum sera l'homme de la finale face à la Lituanie. Ce dernier commence la partie avec sept points et un contre réussi lors des cinq premières minutes de jeu, pour atteindre 17 points à la pause. Ne marquant aucun point en seconde mi-temps, il termine la rencontre avec également 6 rebonds, 1 passe, 2 interceptions et un contre. La France remporte son premier titre européen en s'imposant sur le score de 80 à 66. Sur l'ensemble du tournoi, les statistiques de Batum sont de 11,6 points, 5,1 rebonds, deuxième Français dans ces deux catégories derrière Parker pour la première et Alexis Ajinca pour la seconde, 2,3 passes, 1 interception et 1,1 contre.
En début de saison 2013-2014, Batum réalise un triple-double (11 points, 11 passes décisives, 12 rebonds) dans une victoire face aux Spurs de San Antonio. Le 4 janvier, il se fracture le majeur de la main gauche lors d'une rencontre face à Philadelphie. Malgré cette blessure, le 8 janvier 2014, il réalise son second triple-double de la saison (14 points, 14 passes décisives, 10 rebonds) en battant son record de passes décisives en carrière (qui était de 12) lors de la victoire des Blazers contre le Magic d'Orlando.
En février 2014, il assure sa présence à la Coupe du monde 2014, avant de se montrer hésitant quelques jours plus tard. Le 1er mars, lors de la victoire des siens contre les Nuggets de Denver, il bat son record en carrière de rebonds avec 16 prises (dont 15 défensifs). Le 5 mars, lors de la victoire des siens contre les Hawks d'Atlanta, il bat de nouveau ce record en attrapant 18 rebonds (dont 17 défensifs). Il termine la saison régulière avec des statistiques de 13 points, 7,5 rebonds et 5,1 passes, ses meilleures moyennes en carrière pour ces deux dernières statistiques. Avec un bilan de 54 victoires pour 28 défaites, Portland se qualifie pour les playoffs. Lors de ceux-ci, ils s'imposent au premier tour sur le score de 4 à 2 face aux Rockets de Houston, puis s'inclinent quatre à un face aux Spurs de San Antonio, avec deux double-doubles de Batum lors des deux dernières rencontres face aux Spurs. Il dispute ces onze rencontres dans le cinq de départ, pour des statistiques de 15,2 points, 7,6 rebonds, 4,8 passes et 1,3 interception.
Le 16 mai, il fait partie de la liste des vingt-quatre joueurs pré-sélectionnés pour la participation à la Coupe du monde 2014 en Espagne. Avec l'absence de Tony Parker, qui fait l'impasse sur cette compétition après plusieurs années à jouer avec l'équipe de France, il est attendu par son sélectionneur pour assurer un rôle de leader avec Boris Diaw. Il ne répond pas totalement aux attentes de Vincent Collet en début de tournoi, avec 13, 11, 9, 11 et 2 points lors des cinq rencontres du premier tour. Contre la Croatie en huitième de finale, il réussit 14 points malgré un 0 sur 6 à trois points. En quart de finale, il est de nouveau en manque de réussite avec un 0 sur 4 à trois points, pour un total de 9 points, lors de l'exploit de l'équipe de France qui élimine l'Espagne sur le score de 65 à 52. En demi-finale, il inscrit 35 points, son meilleur total avec l'équipe de France, avec un 8 sur 12 à trois points et une évaluation de 32. Il inscrit 25 points en seconde période, dont 17 dans les dix dernières minutes pour essayer de combler un lourd déficit, 32 à 46 à la mi-temps et un retard de 15 points à l'entame du dernier quart temps. Cela s'avère toutefois insuffisant, la Serbie s'imposant sur le score de 90 à 85. Désireux de conduire l'équipe de France à la première médaille mondiale de son histoire, il réussit de nouveau un grand match lors de la rencontre pour la troisième place, inscrivant 27 points avec un 8 sur 12 aux tirs face à la Lituanie. La France s'impose sur le score de 95 à 93. Avec ces deux dernières performances, il est désigné dans le cinq majeur de la compétition.

### Transfert aux Hornets
Il est envoyé aux Hornets de Charlotte le 25 juin 2015 en échange de Noah Vonleh et Gerald Henderson Jr.. Après ce transfert, il est appelé personnellement par le propriétaire des Hornets, Michael Jordan : « J’étais un peu surpris. Il était vraiment content, très excité. Il m’a dit que ça faisait cinq ans qu’il me voulait. Sur le coup, tu as deux secondes d’adaptation car tu ne t’attends pas à ce qu’il t’appelle. Tu penses plutôt recevoir un coup de fil du manager. »
Nicolas Batum s'impose dès ses premiers matches comme l'un des meilleurs joueurs des Hornets et devient l'un des premiers choix tactiques en attaque avec le meneur Kemba Walker.
Auteur de la meilleure saison statistique de sa carrière, et acteur majeur du retour des Hornets en playoffs, il décide, le 7 juillet 2016 de re-signer avec Charlotte un contrat de 120 millions de dollars sur 5 ans.
Le 23 décembre 2016 contre l'équipe des Bulls de Chicago, Nicolas Batum réalise son septième triple double en carrière en totalisant 20 points, 11 rebonds et 10 passes décisives avec à la clef une victoire 103 à 91.

### Clippers de Los Angeles (2020-2023)
Pour réduire la masse salariale de l'équipe des Hornets après l'arrivée récente de Gordon Hayward, il est libéré de son engagement avec la franchise présidée par Michael Jordan en novembre 2020. Quelques jours plus tard, il rejoint les Clippers de Los Angeles. Il y signe un contrat pour une saison. Après deux dernières saisons avec les Hornets relativement décevantes, son intégration se passe au mieux chez les Clippers où, au début de saison 2020-2021, il retrouve un temps de jeu substantiel avec des responsabilités renouvelées. Ses coéquipiers, Kawhi Leonard, Paul George ou encore Patrick Beverley, louent rapidement son implication et la valeur ajoutée apportée à l'équipe : « J'ai la chance de jouer avec des joueurs très intelligents et un staff vraiment très compétent, donc ça a été très simple pour moi de m'intégrer avec ce nouveau groupe (...) Ils ont un terme ici qu'ils appellent le "glue guy". C'est un peu le joueur qui fait tous les petits trucs ou qui raccorde tout le monde, qui fait en sorte que tout marche bien sans vraiment se mettre en avant (...) C'est exactement ce que je suis en train de faire avec cette équipe-là, et ça plaît ».
Libre à l'été 2021, Nicolas Batum re-signe avec les Clippers de Los Angeles pour un contrat de deux ans, dont une année en option.
Lors de la demi-finale des Jeux olympiques de 2020 contre la Slovénie, il réalise un contre décisif à 2,5 secondes de la fin du match qui permet à l'équipe de France d'accéder à finale des Jeux olympiques.
Le 15 février 2022, face aux Suns de Phoenix, Nicolas Batum franchit la barre des 10 000 points inscrits en carrière en NBA. À l'été 2022, il signe un contrat de 22 millions de dollars pour deux ans supplémentaires, soit jusqu'en 2024, avec les Clippers.

### 76ers de Philadelphie (2023-2024)
En octobre 2023, quelques jours après le début de la saison, James Harden, des 76ers, est envoyé aux Clippers de Los Angeles avec P. J. Tucker et Filip Petrušev, dans un échange contre Nicolas Batum, Marcus Morris, Robert Covington, Kenyon Martin Jr. et de plusieurs choix de draft,.

### Retour aux Clippers (depuis 2024)
En juillet 2024, Nicolas Batum revient chez les Clippers de Los Angeles pour un contrat de deux ans et 9,6 millions de dollars.
Lors des Jeux olympiques de 2024, à Paris, Batum remporte la médaille d'argent avec l'équipe de France. Il annonce ensuite sa retraite internationale.

## Autres activités

### Parrainage et direction
En 2011, il devient le parrain du tournoi La Mie Câline Basket Go, tournoi national regroupant les équipes masculines et féminines de tous niveaux (départemental, régional et national) de la catégorie minimes (moins de 15 ans).
En janvier 2015, Batum est nommé au directoire du Mans Sarthe Basket.
Il s'intéresse au basket-ball féminin. Il organise des camps de basket-ball en Normandie avec Marine Johannès, une joueuse formée comme lui à Pont-l’Évêque : « Quand on était à Rio (lors des JO 2016), je me suis précipité vers elle lors de la cérémonie d’ouverture pour qu’on prenne une photo. C’est LA photo à faire. Je l’ai envoyée à Sébastien Monnier [le président du club de Pont-l’Évêque] et cela avait créé le buzz sur les réseaux sociaux ».

### Investissement
Au printemps 2013, il investit dans le Caen Basket Calvados, où il a joué étant jeune, afin d'« offrir un club de haut-niveau à Caen. » Le projet est donc de faire remonter le club de la région qui joue en Nationale 2 (lors de la saison 2012-2013).
En 2017, il devient actionnaire, au côté entre autres de Tony Parker, de la société Nine Sports qui contrôle l'ASVEL Lyon-Villeurbanne, le LDLC ASVEL féminin et le centre de formation de basket-ball « Tony Parker Adequat Academy ». Il devient aussi directeur des opérations basket-ball du club, chargé du basket-ball masculin, féminin et de l'Académie.
En septembre 2021, Batum obtient l'autorisation officielle pour devenir propriétaire de chevaux de course en France.

## Postérité
En juin 2014, la ville de Malaunay donne son nom à un gymnase et Nicolas Batum est présent à son inauguration, de même que la ministre des Sports Najat Vallaud-Belkacem.
En 2016, la commune de Moyaux (Calvados) inaugure le Complexe Nicolas-Batum en la presence du basketteur et du ministre des Sports de l'époque, Patrick Kanner.

## Clubs successifs
- 2005-2008 :  Le Mans Sarthe Basket (Pro A)
- 2008-2011 :  Trail Blazers de Portland (NBA)
- 2011 :  SLUC Nancy (Pro A)
- 2011-2015 :  Trail Blazers de Portland (NBA)
- 2015-2020 :  Hornets de Charlotte (NBA)
- 2020-2023 :  Clippers de Los Angeles (NBA)
- 2023-2024 :  76ers de Philadelphie (NBA)
- depuis 2024 :  Clippers de Los Angeles (NBA)

## Palmarès

### Club
- Trophée du futur en 2005 avec Le Mans.
- Semaine des As en 2006 avec Le Mans.
- Champion de France en 2006 avec Le Mans.
- Match des champions en 2011 avec Nancy.
- Champion de la division Nord-Ouest de la NBA en 2015 avec Portland

### Sélection nationale
- Jeux olympiques

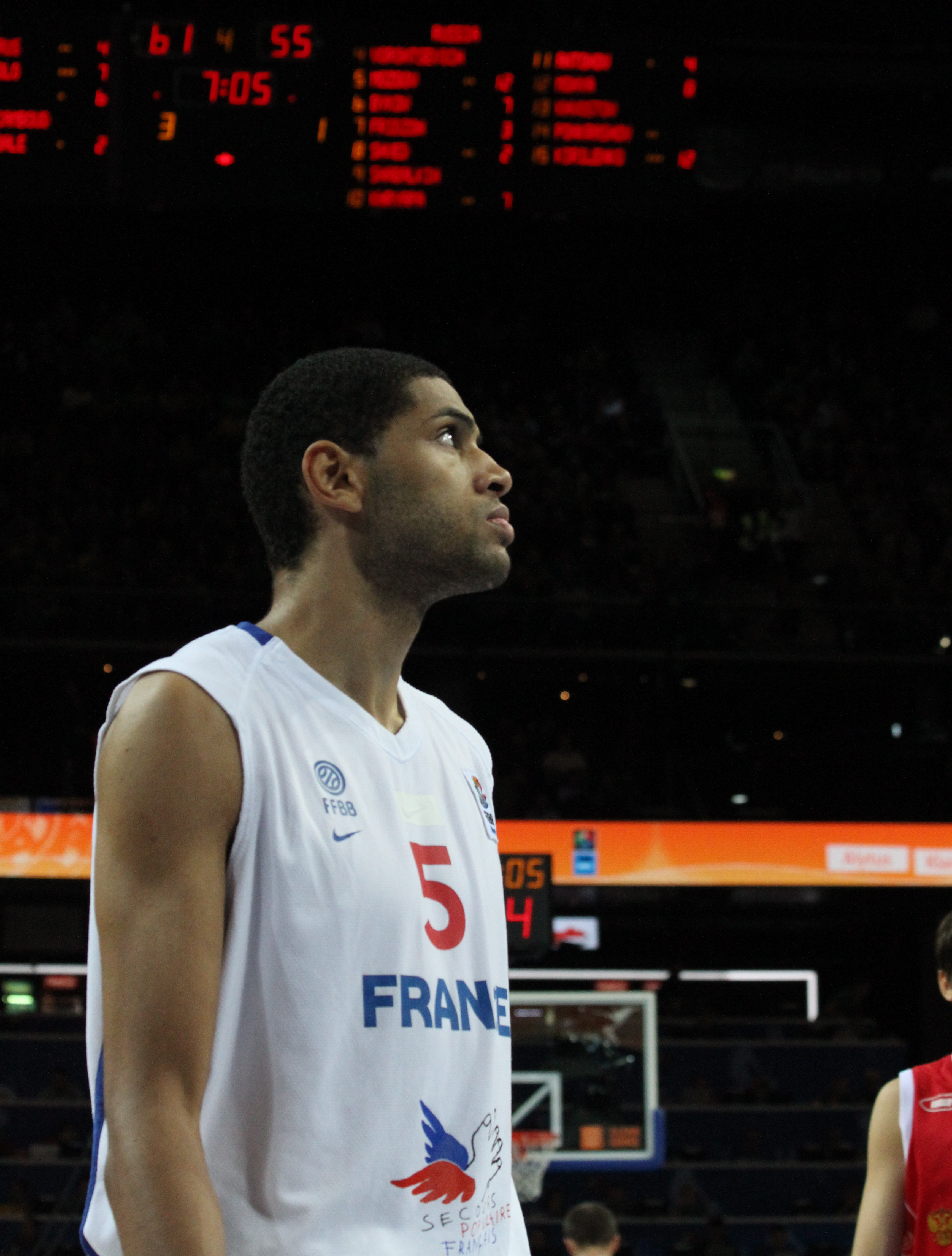
Nicolas Batum au championnat d'Europe 2011.

  -  Médaille d’argent aux Jeux olympiques en 2021 à Tokyo.
  -  Médaille d’argent aux Jeux olympiques en 2024 à Paris.
- Coupe du monde :
  -  Médaille de bronze à la coupe du monde 2014 en Espagne.
  -  Médaille de bronze à la coupe du monde 2019 en Chine.
- Championnat d'Europe :
  -  Médaille d'or au championnat d'Europe 2013 en Slovénie.
  -  Médaille d'argent au championnat d'Europe 2011 en Lituanie.
  -  Médaille de bronze au championnat d'Europe 2015 en France.
- Championnat du monde junior (19 ans et moins) :
  -  Médaille de bronze au championnat du monde des 19 ans et moins en 2007 à Novi Sad en Serbie.
- Championnat d'Europe des 18 ans et moins :
  -  Médaille d'or au championnat d'Europe des 18 ans et moins en 2006.
  - Participation au championnat d'Europe des 18 ans et moins en 2005.
- Championnat d'Europe des 16 ans et moins :
  -  Médaille d'or au championnat d'Europe des 16 ans et moins en 2004.
- Autres :
  -  Médaille d'or au Tournoi de Mannheim en Allemagne des 18 ans et moins en 2006
  - Participation au Tournoi de Douai des 18 ans et moins en 2006
  - Participation au Tournoi de Douai des 18 ans et moins en 2007 (élu meilleur ailier)

### Distinctions personnelles
- Nommé MVP du Championnat d’Europe des 18 ans et moins en 2006[8].
- Participation au Nike Hoop Summit à Memphis le 7 avril 2007 (meilleur marqueur avec 23 points).
- Élu meilleur espoir de Pro A en 2007 et 2008.
- Élu joueur du mois de mars 2007 en Pro A[79].
- Nommé MVP du match des champions en 2011[80].
- Élu meilleur joueur du mois de novembre 2011 de Pro A[81].
- Élu meilleur joueur des journées 2[82] et 4[83] de l'Euroligue 2011-2012.
- Nommé dans le cinq majeur de la coupe du monde 2014 en Espagne en 2014[56].
- Élu 1 fois joueur de la semaine de la Conférence Est en NBA, 2e semaine de novembre 2015[84]
- Chevalier de l'ordre national du Mérite (décret du 8 septembre 2021)[85]
- Trophée Alain-Gilles 2021[86]

## Statistiques en NBA

### Saison régulière
Statistiques NBA en saison régulière
| Saison    | Équipe        | Matchs | Titul. | Min./m | % Tir | % 3pts | % LF | Rbds/m. | Pass/m. | Int/m. | Ctr/m. | Pts/m. |
| --------- | ------------- | ------ | ------ | ------ | ----- | ------ | ---- | ------- | ------- | ------ | ------ | ------ |
| 2008-2009 | Portland      | 79     | 76     | 18,4   | 44,6  | 36,9   | 80,8 | 2,78    | 0,94    | 0,63   | 0,51   | 5,39   |
| 2009-2010 | Portland      | 37     | 25     | 24,8   | 51,9  | 40,9   | 84,3 | 3,81    | 1,19    | 0,65   | 0,68   | 10,14  |
| 2010-2011 | Portland      | 80     | 67     | 31,5   | 45,5  | 34,5   | 84,1 | 4,51    | 1,54    | 0,85   | 0,61   | 12,38  |
| 2011-2012 | Portland      | 59     | 34     | 30,4   | 45,1  | 39,1   | 83,6 | 4,59    | 1,42    | 0,97   | 1,02   | 13,86  |
| 2012-2013 | Portland      | 73     | 73     | 38,4   | 42,3  | 37,2   | 84,8 | 5,64    | 4,93    | 1,25   | 1,14   | 14,34  |
| 2013-2014 | Portland      | 82     | 82     | 36,0   | 46,5  | 36,1   | 80,3 | 7,45    | 5,12    | 0,91   | 0,70   | 13,05  |
| 2014-2015 | Portland      | 71     | 71     | 33,5   | 40,0  | 32,4   | 85,7 | 5,86    | 4,80    | 1,10   | 0,56   | 9,35   |
| 2015-2016 | Charlotte     | 70     | 70     | 35,0   | 42,6  | 34,8   | 84,9 | 6,11    | 5,76    | 0,93   | 0,61   | 14,94  |
| 2016-2017 | Charlotte     | 77     | 77     | 34,0   | 40,3  | 33,3   | 85,6 | 6,29    | 5,91    | 1,14   | 0,40   | 15,12  |
| 2017-2018 | Charlotte     | 64     | 64     | 31,0   | 41,5  | 33,6   | 83,1 | 4,78    | 5,45    | 1,02   | 0,36   | 11,56  |
| 2018-2019 | Charlotte     | 75     | 72     | 31,4   | 45,0  | 38,9   | 86,5 | 5,20    | 3,29    | 0,95   | 0,57   | 9,32   |
| 2019-2020 | Charlotte     | 22     | 3      | 23,0   | 34,6  | 28,6   | 90,0 | 4,55    | 3,00    | 0,77   | 0,36   | 3,59   |
| 2020-2021 | L.A. Clippers | 67     | 38     | 27,4   | 46,4  | 40,4   | 82,8 | 4,72    | 2,21    | 1,03   | 0,55   | 8,06   |
| 2021-2022 | L.A. Clippers | 59     | 54     | 24,8   | 46,3  | 40,0   | 65,8 | 4,30    | 1,70    | 1,10   | 0,70   | 8,30   |
| 2022-2023 | L.A. Clippers | 78     | 19     | 21,9   | 42,0  | 39,1   | 70,8 | 3,80    | 1,60    | 0,70   | 0,60   | 6,10   |
| 2023-2024 | L.A. Clippers | 3      | 0      | 18,0   | 37,5  | 28,6   | –    | 2,30    | 1,70    | 1,00   | 1,30   | 2,70   |
| 2023-2024 | Philadelphie  | 57     | 38     | 25,9   | 45,6  | 39,9   | 71,4 | 4,20    | 2,20    | 0,80   | 0,60   | 5,50   |
| 2024-2025 | L.A. Clippers | 78     | 8      | 17,5   | 43,7  | 43,3   | 81,0 | 2,80    | 1,10    | 0,70   | 0,50   | 4,00   |
| Carrière  | Carrière      | 1131   | 871    | 28,9   | 43,7  | 36,9   | 83,2 | 4,80    | 3,10    | 0,90   | 0,60   | 10,00  |

Mise à jour le 26 avril 2025

### Playoffs
Statistiques NBA en playoffs
| Saison   | Équipe        | Matchs | Titul. | Min./m | % Tir | % 3pts | % LF | Rbds/m. | Pass/m. | Int/m. | Ctr/m. | Pts/m. |
| -------- | ------------- | ------ | ------ | ------ | ----- | ------ | ---- | ------- | ------- | ------ | ------ | ------ |
| 2009     | Portland      | 6      | 5      | 10,5   | 55,6  | 50,0   | 0,0  | 0,50    | 0,17    | 0,17   | 0,33   | 2,00   |
| 2010     | Portland      | 6      | 6      | 23,1   | 45,9  | 42,9   | 75,0 | 3,17    | 0,83    | 0,33   | 0,0    | 8,17   |
| 2011     | Portland      | 6      | 0      | 25,1   | 41,3  | 26,9   | 75,0 | 1,67    | 1,33    | 0,83   | 0,83   | 8,00   |
| 2014     | Portland      | 11     | 11     | 41,7   | 47,2  | 35,0   | 80,0 | 7,64    | 4,82    | 1,27   | 0,45   | 15,18  |
| 2015     | Portland      | 5      | 5      | 41,7   | 34,3  | 33,3   | 76,9 | 8,60    | 5,20    | 0,20   | 0,20   | 14,20  |
| 2016     | Charlotte     | 5      | 2      | 28,8   | 37,8  | 27,3   | 85,0 | 3,60    | 2,00    | 0,40   | 0,00   | 11,40  |
| 2021     | L.A. Clippers | 19     | 10     | 29,2   | 48,6  | 38,9   | 82,6 | 5,53    | 2,05    | 1,26   | 0,53   | 8,05   |
| 2023     | L.A. Clippers | 5      | 3      | 18,4   | 42,1  | 35,3   | -    | 2,20    | 1,20    | 0,40   | 0,40   | 4,40   |
| 2024     | Philadelphie  | 6      | 0      | 28,3   | 41,4  | 40,9   | 62,5 | 5,83    | 1,33    | 0,17   | 0,83   | 6,33   |
| 2025     | L.A. Clippers | 7      | 0      | 24,6   | 39,4  | 39,4   | –    | 3,90    | 2,00    | 0,90   | 1,70   | 5,60   |
| Carrière | Carrière      | 76     | 42     | 28,3   | 43,6  | 36,1   | 79,1 | 4,75    | 2,26    | 0,75   | 0,43   | 8,60   |

## Records sur une rencontre en NBA
Les records personnels de Nicolas Batum en NBA sont les suivants, :
| Type de statistique        | Saison régulière | Saison régulière           | Saison régulière | Playoffs | Playoffs               | Playoffs      |
| Type de statistique        | Record           | Adversaire                 | Date             | Record   | Adversaire             | Date          |
| -------------------------- | ---------------- | -------------------------- | ---------------- | -------- | ---------------------- | ------------- |
| Points                     | 35               | Rockets de Houston         | 16 novembre 2012 | 27       | Grizzlies de Memphis   | 25 avril 2015 |
| Paniers marqués            | 13               | Rockets de Houston         | 16 novembre 2012 | 11       | Rockets de Houston     | 27 avril 2014 |
| Paniers tentés             | 24               | Wizards de Washington      | 14 février 2012  | 23       | Rockets de Houston     | 27 avril 2014 |
| Paniers à 3 points réussis | 9                | Nuggets de Denver          | 4 février 2012   | 6        | Grizzlies de Memphis   | 25 avril 2015 |
| Paniers à 3 points tentés  | 15               | Nuggets de Denver          | 4 février 2012   | 12       | Grizzlies de Memphis   | 25 avril 2015 |
| Lancers francs réussis     | 13               | Thunder d'Oklahoma City    | 4 janvier 2017   | 7        | @ Heat de Miami        | 17 avril 2016 |
| Lancers francs tentés      | 15               | Thunder d'Oklahoma City    | 4 janvier 2017   | 10       | @ Heat de Miami        | 17 avril 2016 |
| Rebonds offensifs          | 7                | @ Warriors de Golden State | 25 décembre 2010 | 3        | 5 fois                 | 5 fois        |
| Rebonds défensifs          | 17               | Hawks d'Atlanta            | 5 mars 2014      | 13       | Grizzlies de Memphis   | 27 avril 2015 |
| Rebonds totaux             | 18               | 2 fois                     | 2 fois           | 14       | Spurs de San Antonio   | 12 mai 2014   |
| Passes décisives           | 16               | @ Hawks d'Atlanta          | 15 mars 2018     | 8        | Spurs de San Antonio   | 12 mai 2014   |
| Interceptions              | 6                | @ Rockets de Houston       | 3 novembre 2012  | 4        | 2 fois                 | 2 fois        |
| Contres                    | 5                | 3 fois                     | 3 fois           | 3        | Jazz de l'Utah         | 18 juin 2021  |
| Balles perdues             | 9                | 2 fois                     | 2 fois           | 6        | @ Spurs de San Antonio | 14 mai 2014   |
| Minutes jouées             | 47               | Jazz de l'Utah             | 18 janvier 2016  | 49       | Rockets de Houston     | 25 avril 2014 |

- Double-double : 74 (dont 3 en playoffs)
- Triple-double : 9

- Five-by-five : 1

Dernière mise à jour : 16 juillet 2022

## Salaires
Les gains de Nicolas Batum en NBA sont les suivants :
| Saison      | Équipe        | Salaire       |
| ----------- | ------------- | ------------- |
| 2008-2009   | Portland      | 1 040 640 $   |
| 2009-2010   | Portland      | 1 118 760 $   |
| 2010-2011   | Portland      | 1 196 760 $   |
| 2011-2012*  | Portland      | 2 155 365 $   |
| 2012-2013   | Portland      | 10 850 000 $  |
| 2013-2014   | Portland      | 11 295 250 $  |
| 2014-2015   | Portland      | 11 765 500 $  |
| 2015-2016   | Charlotte     | 12 235 750 $  |
| 2016-2017   | Charlotte     | 20 869 566 $  |
| 2017-2018   | Charlotte     | 22 434 783 $  |
| 2018-2019   | Charlotte     | 24 000 000 $  |
| 2019-2020   | Charlotte     | 25 565 217 $  |
| 2020-2021   | Charlotte     | 9 043 478 $   |
| 2020-2021   | L.A. Clippers | 2 564 753 $   |
| 2021-2022   | Charlotte     | 8 856 969 $   |
| 2021-2022   | L.A. Clippers | 3 170 029 $   |
| 2022-2023   | Charlotte     | 8 856 969 $   |
| 2022-2023   | L.A. Clippers | 10 843 350 $  |
| 2023-2024   | Philadelphie  | 11 710 818 $  |
| 2024-2025   | L.A. Clippers | 4 668 000 $   |
| Total Gains | Total Gains   | 204 216 957 $ |
| 2025-2026   | L.A. Clippers | 4 901 400 $   |

Notes :
- * En 2011, le salaire moyen d'un joueur évoluant en NBA est de 5 150 000 $[90].
- Après avoir coupé Batum, les Hornets utilise la stretch provision afin d'étaler son salaire de la saison 2020-2021 sur trois saisons[91].